# 阿刀裕嗣
阿刀 裕嗣（あとう ゆうじ、1953年8月22日 - ）は、日本の元ラグビー選手及び司会者・コメンテーター。

## プロフィール
- 福岡県福岡市出身。
- 現役時代のポジションはフランカー及びナンバーエイト。
- 日本代表キャップは1。

## 来歴
幼年期はNHK福岡児童劇団に在籍し、福岡のＴＶやラジオで活躍するが変声期を迎え退団。
福岡高校に進学後ラグビーを始め、明治大学4年時に、第12回全国大学選手権及び、第13回日本選手権で優勝を経験。1976年3月のＮＺ学生選抜戦で初めて日本代表に選ばれ、明治大学卒業後は神戸製鋼に入社。日本代表のカナダ遠征メンバーに選出され、1976年5月12日に行われたブリティッシュコロンビア州代表戦でキャップを獲得した。
その後、故郷の福岡へ戻り、福岡放送で放送されたテレビ番組、朝一番!OKINKA-TVのキャスターを務め、その後、テレビ西日本、FM福岡、九州朝日放送、RKB毎日放送各局でキャスター、パーソナリティ、コメンテーターを務めた。
現在は保育園を運営する、社会福祉法人恵松会の理事長を務めている。